# Matthäus Merian
Matthäus Merian, detto Matthäus Merian il vecchio (Basilea, 22 settembre 1593 – Bad Schwalbach, 19 giugno 1650), è stato un incisore e disegnatore svizzero naturalizzato tedesco, che ha operato in Germania.

## Biografia
Allievo di Dietrich Meyer a Zurigo, dove imparò le tecniche calcografiche. Si recò successivamente a Strasburgo, Nancy e Parigi, prima di ritornare a Basilea nel 1615. L'anno seguente si recò a Francoforte sul Meno dove lavorerà per l'editore Johann Theodor De Bry (1561-1623), di cui sposerà la figlia Maria Magdalena nel 1617.
Creata a Francoforte una propria bottega, diede vita ad una ricchissima produzione di incisioni riproducenti scene di battaglia e specializzandosi nella riproduzione di carte topografiche. Nel 1620 si recò con la moglie a Basilea, ma tre anni dopo ritornò a Francoforte, dove subentrò nella conduzione della casa editrice del suocero, deceduto nel 1623. 
Nel 1626 divenne cittadino di Francoforte. L'anno successivo accolse come apprendista Wenzel Hollar destinato a diventare un celebre incisore su rame. 
Nel 1645 rimase vedovo e nel 1646 sposò Johanna Sybilla Heim. Nel 1647 nacque sua figlia Anna Maria Sibylla Merian. Matthäus Merian morì dopo lunghi anni di malattia nel 1650 a Bad Schwalbach, una cittadina nelle vicinanze di Wiesbaden. 
Tra i suoi eredi si può menzionare il nipote pittore ed incisore Jacob Christoph Le Blon, inventore di un sistema di stampa a quattro colori su rame.

## Opere
Svolse la maggior parte della sua carriera a Francoforte. Già in giovane età produsse delle piante cittadine dettagliate nello stile che gli era proprio, per esempio la pianta di Basilea nel 1615. Illustrò con notevoli acqueforti di piante e vedute la Topografia del geografo tedesco Martin Zeiler (1589 - 1661) in trenta volumi (1642-1688). 
Del 1618 sono le sue incisioni per il terzo trattato dell'Opus medico-chymicum di Johann Daniel Mylius, intitolato Basilica Philosophica, pubblicato da Lucas Jennis a Francoforte nel 1618, in cui Matthäus Merian esprime in forma di immagini e di simboli il linguaggio ermetico dell'alchimia.
A partire dal 1633 avvia il Theatrum Europaeum, che ritrae gli eventi della Guerra dei Trent'anni, con una topografia europea tra cui la Venezia del 1635.
Successivamente, verso il 1640, produsse una serie di 21 volumi conosciuti come  Topographia Germaniae assieme al proprio figlio Matthäus Merian "il Giovane" (1621 - 1687). Queste opere contengono una grandissima quantità di piante e vedute di città, così come pure carte geografiche della maggior parte dei paesi, più volte ristampate. Riprese e completò infine le ultime parti e le edizioni dei Grandi Viaggi e dei Piccoli Viaggi iniziati dal suocero nel 1590.
L'opera di Merian è stato il modello della Suecia antiqua et hodierna di Erik Dahlberg.

## Riconoscimenti
Matthäus Merian ha dato il nome a una diffusa rivista tedesca di viaggi, Merian.

## Galleria d'immagini

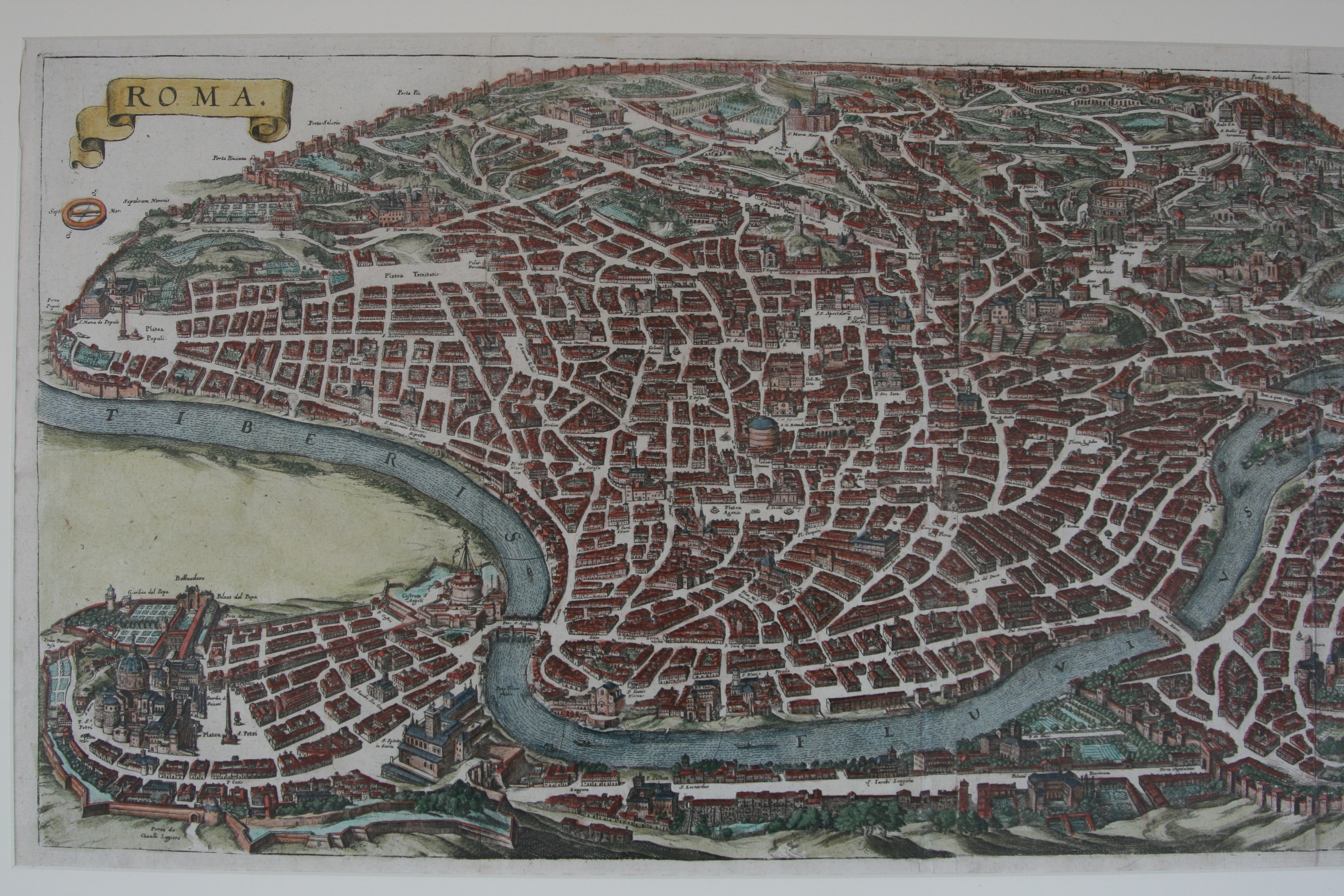
Veduta di Roma (nord)
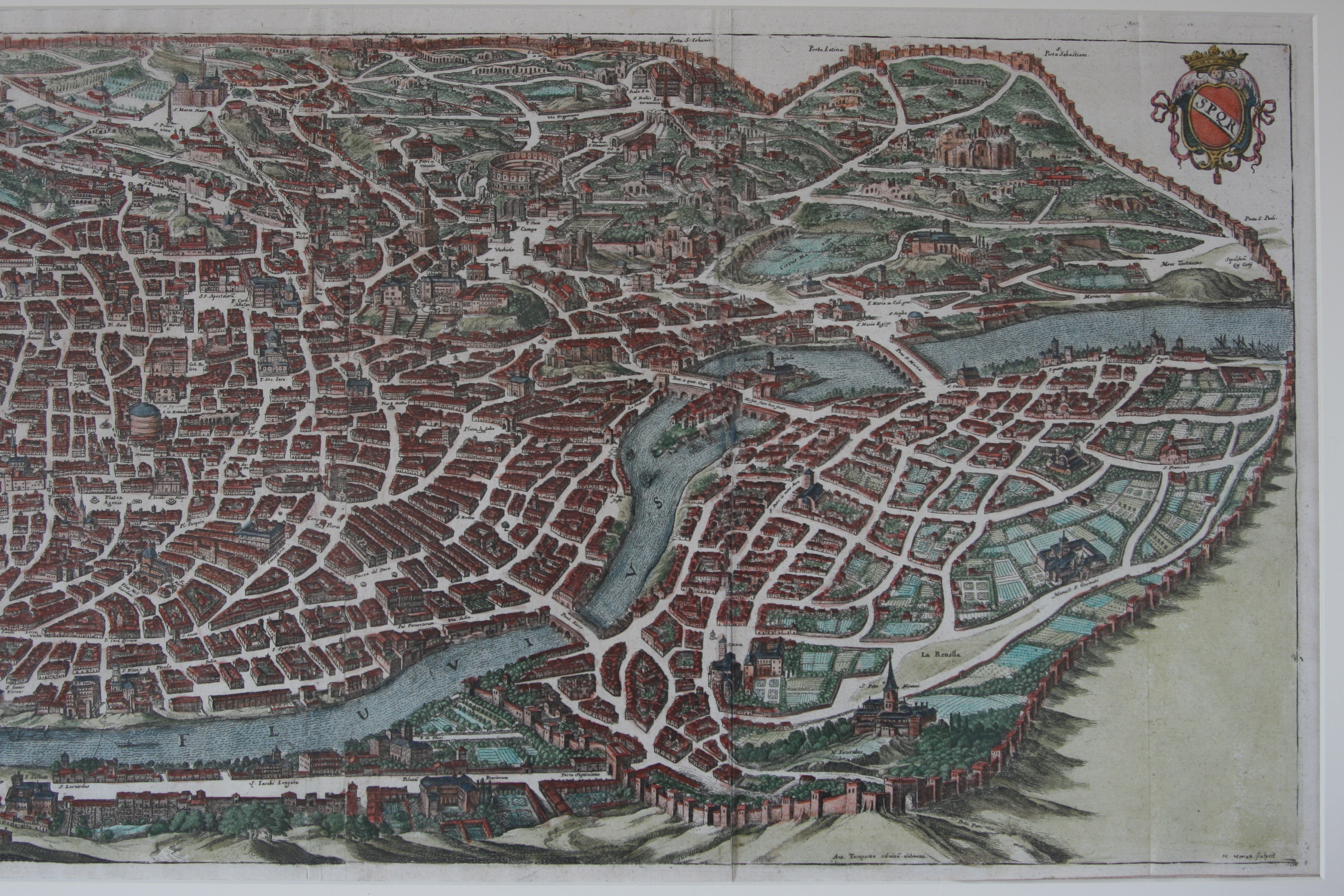
Veduta di Roma (sud)
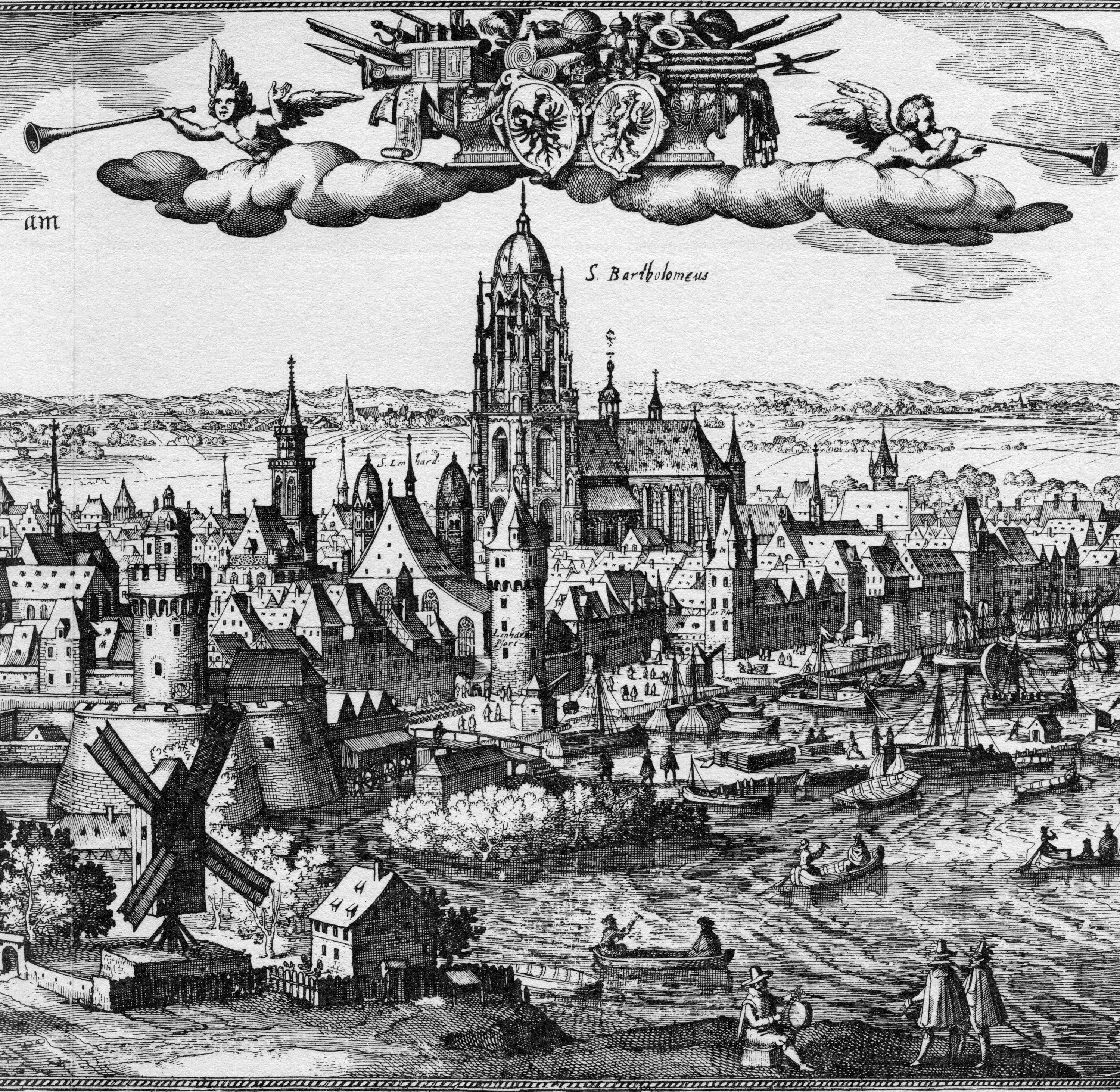
Veduta di Francoforte sul Meno (1612)
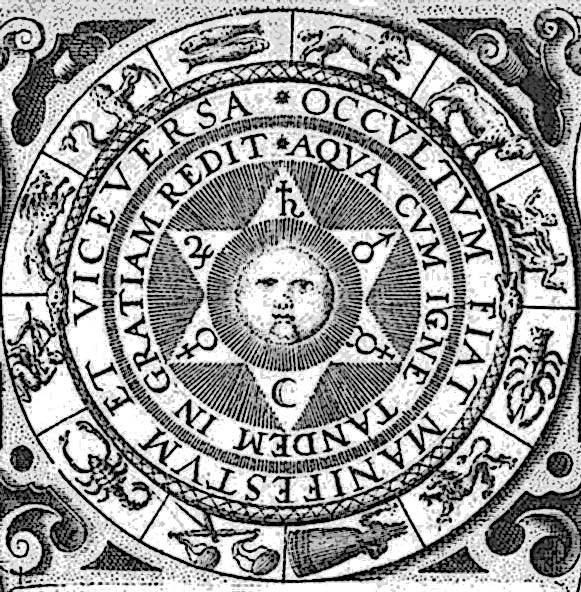
Simboli astrologici nella Basilica Philosophica di Mylius (1618)
Simboli alchemici e animali nello stesso trattato (1618)
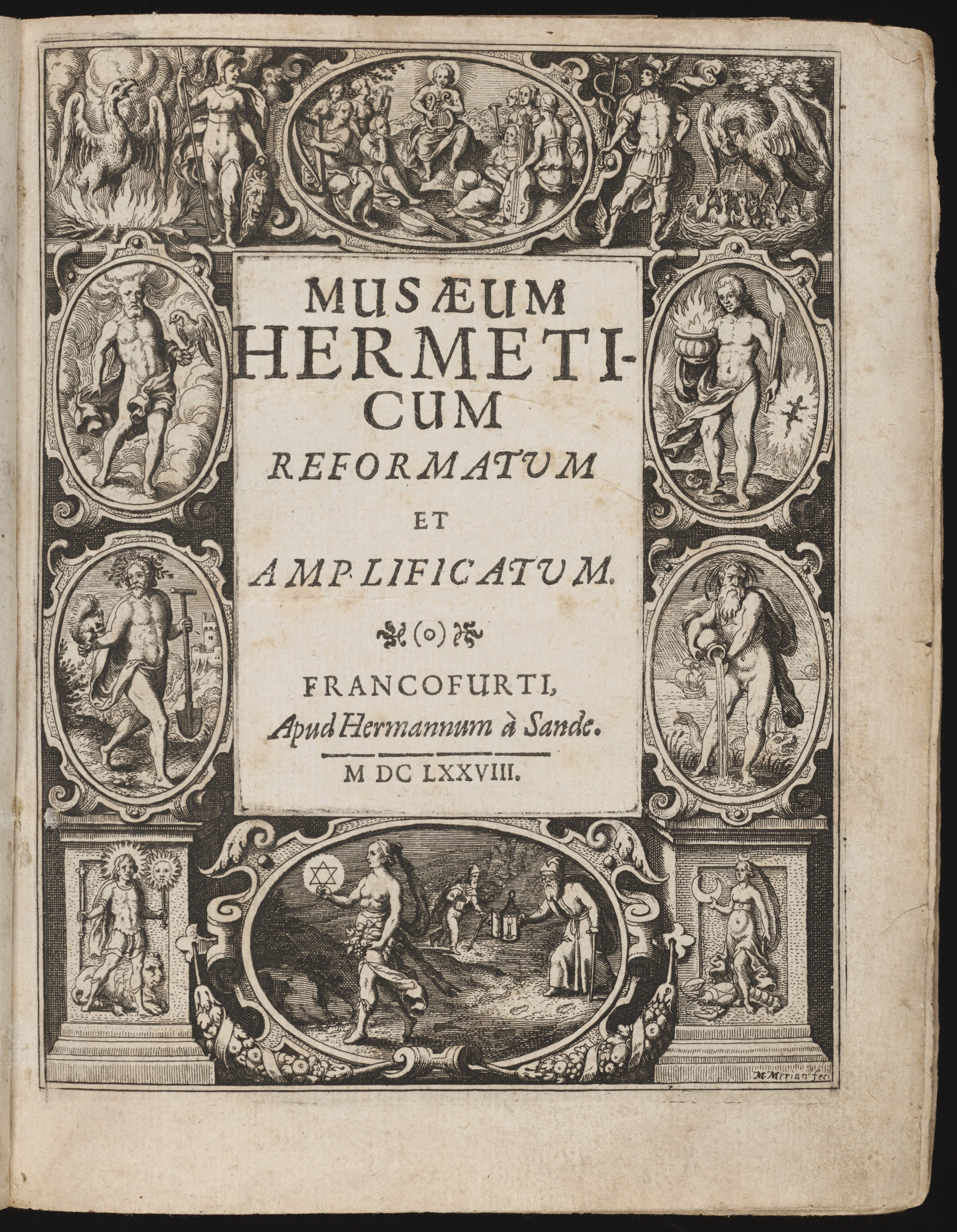
Frontespizio del Musaeum Hermeticum (1678, ristampa della prima edizione di Luca Jennis 1625)
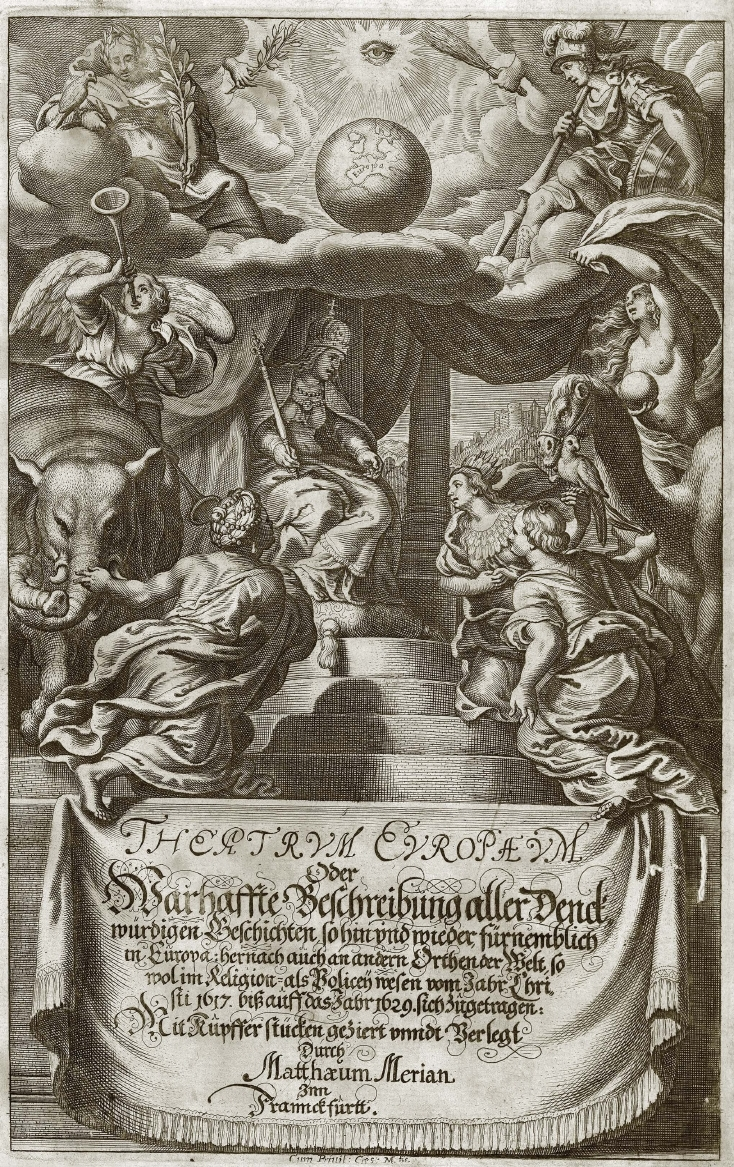
Frontespizio del Theatrum Europaeum (1633)
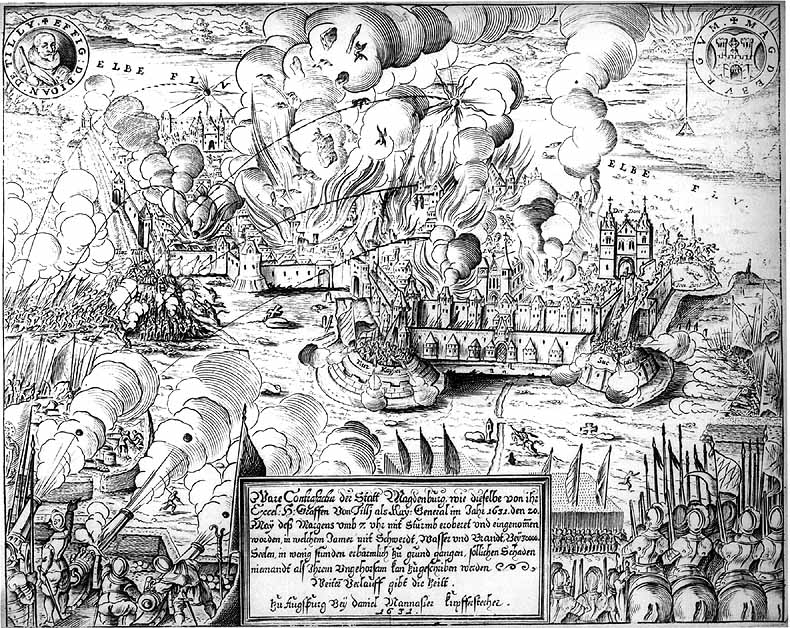
Scena del sacco di Magdeburgo (1631)
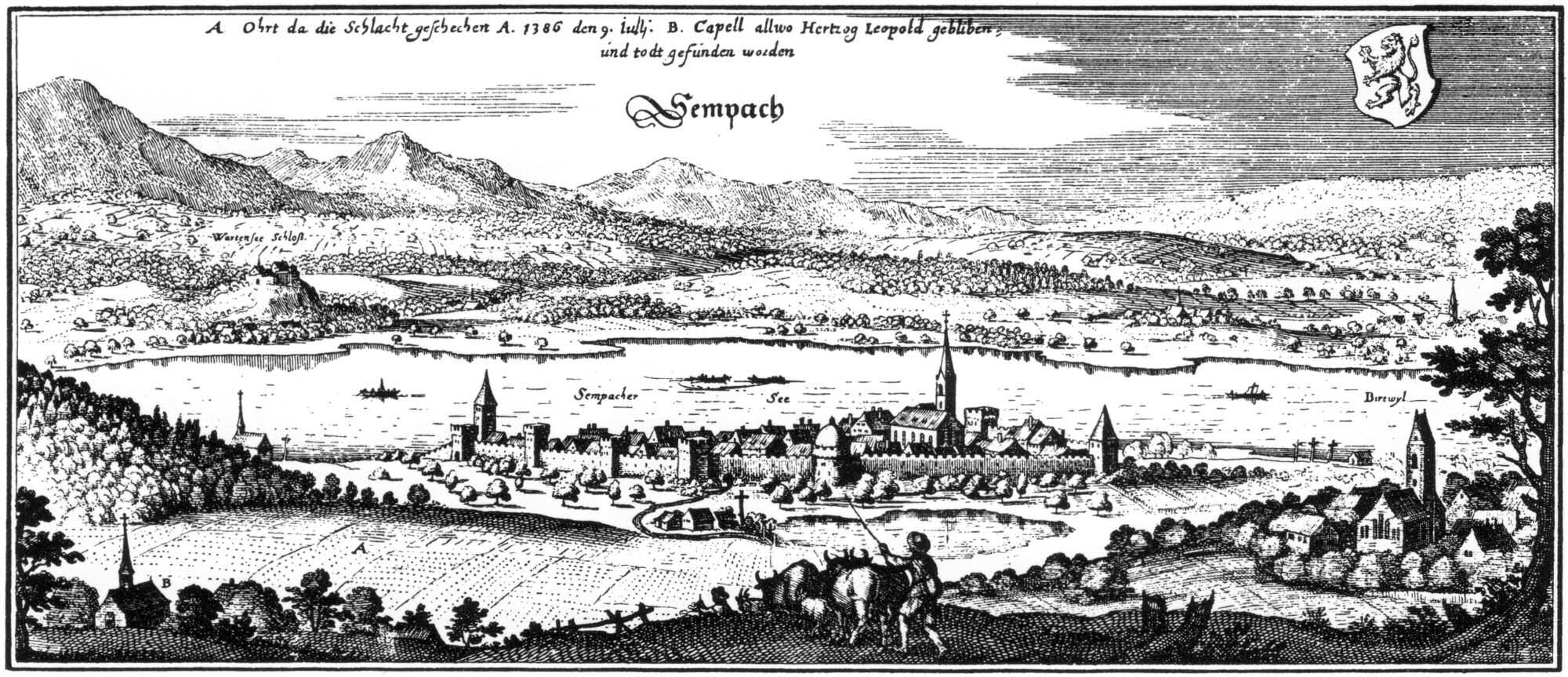
Veduta di Sempach (1640)
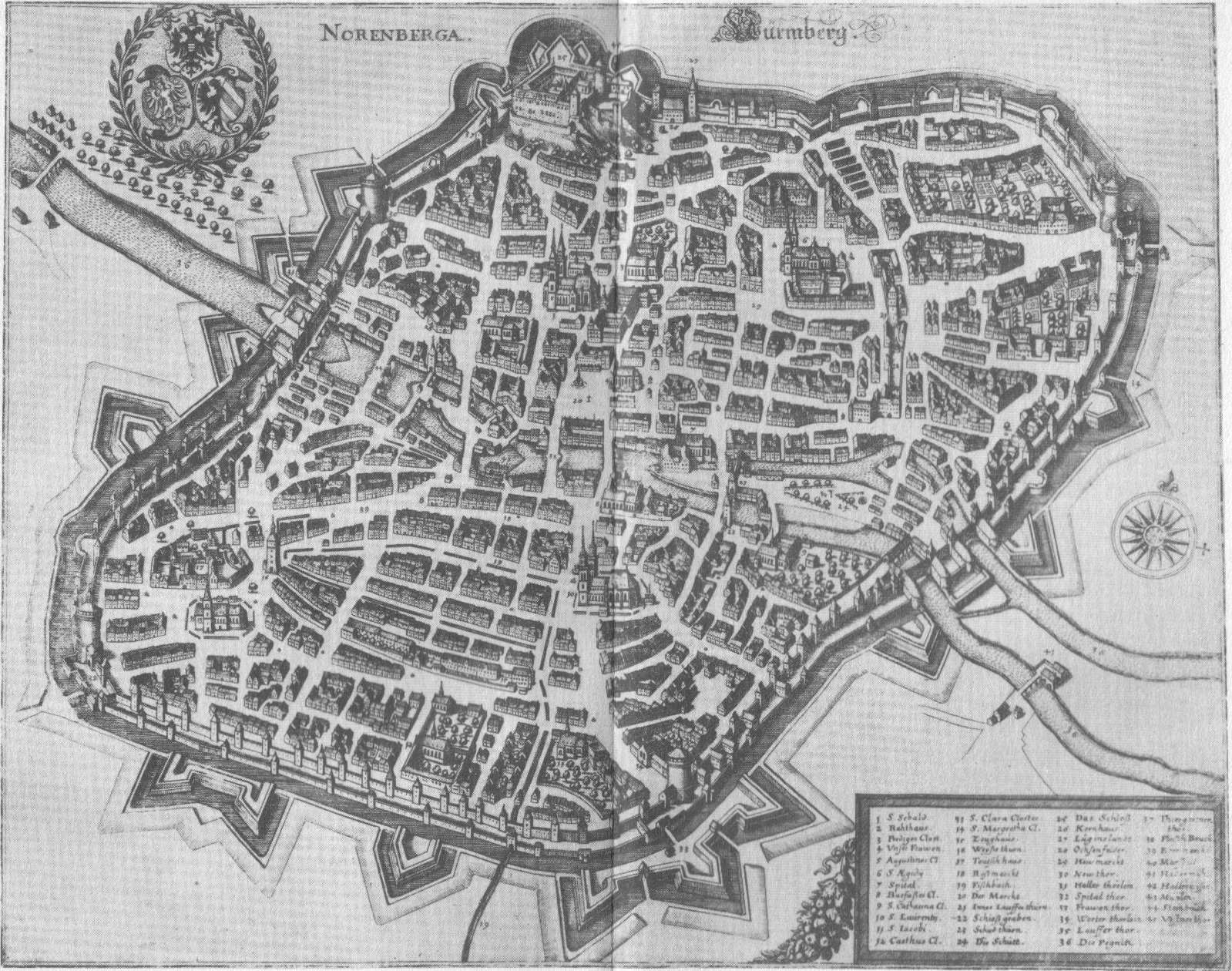
Pianta di Norimberga (1642)
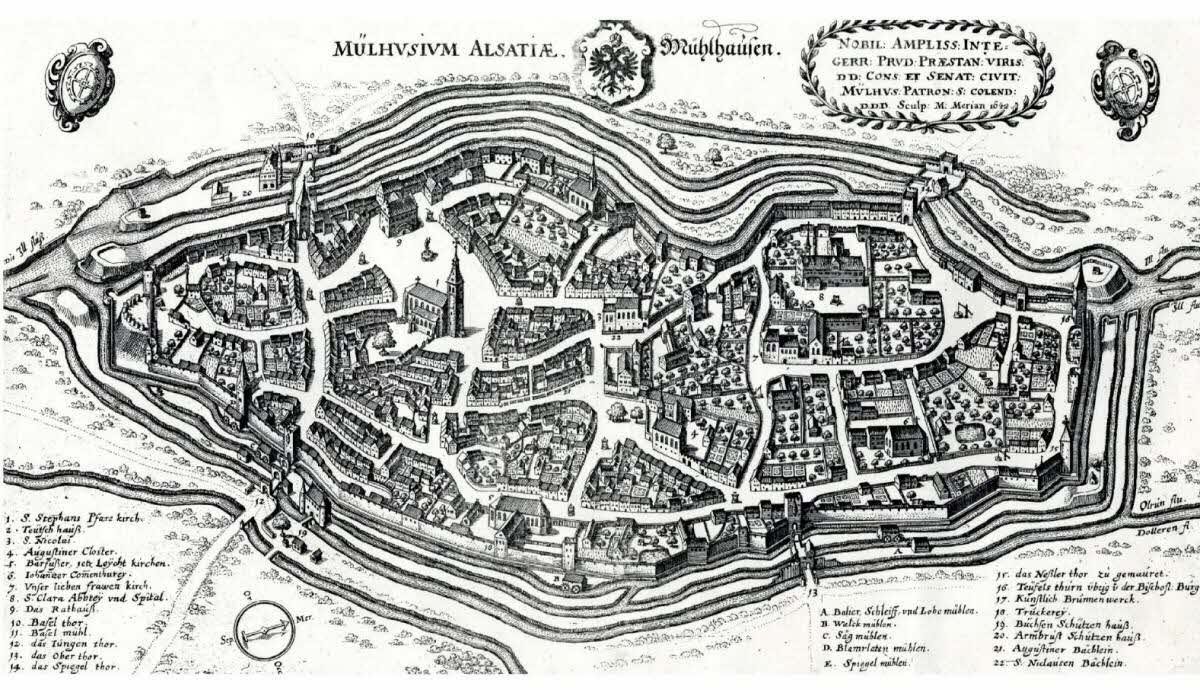
Pianta della città di Mulhouse (1642)
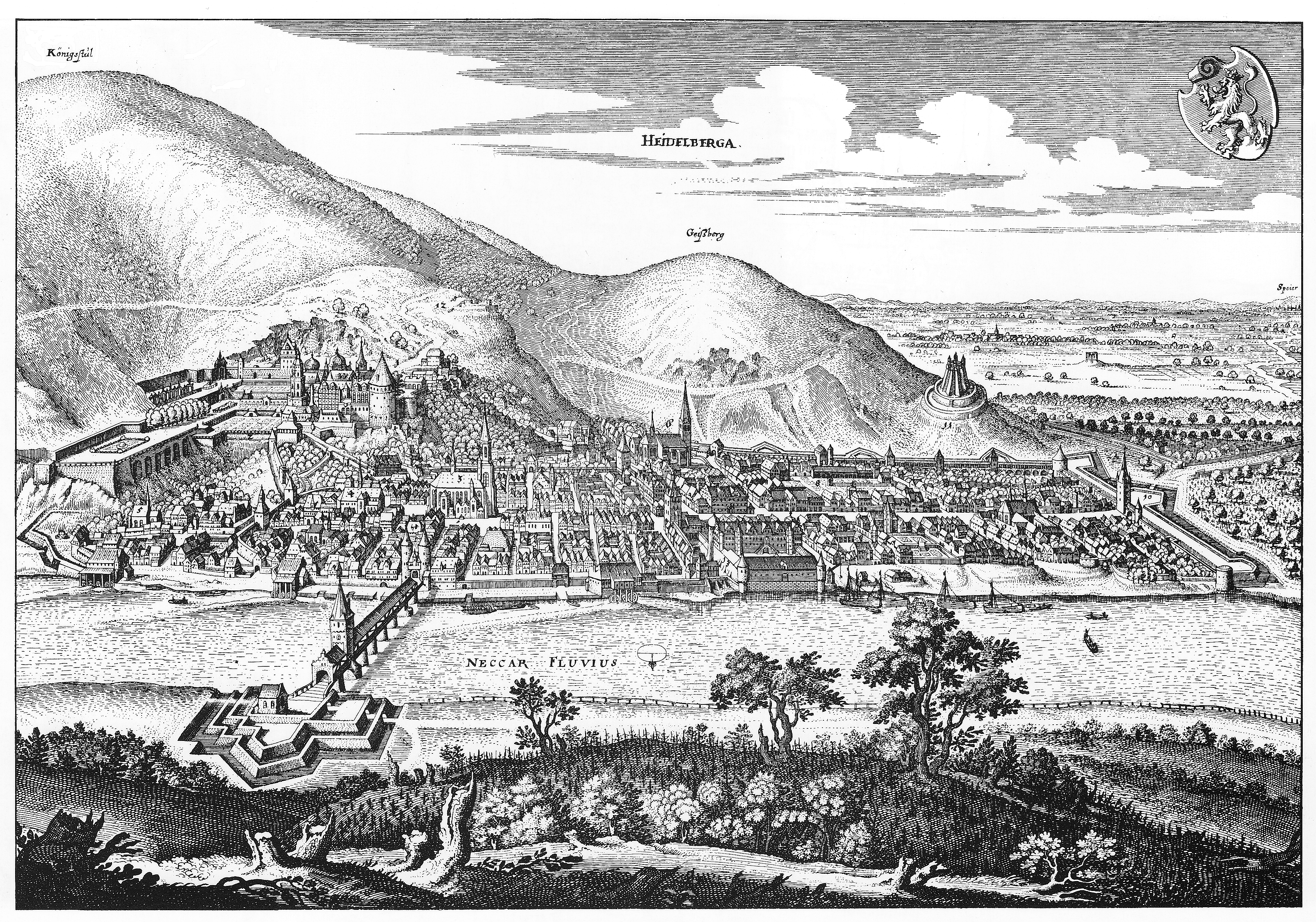
Veduta di Heidelberg (1645)
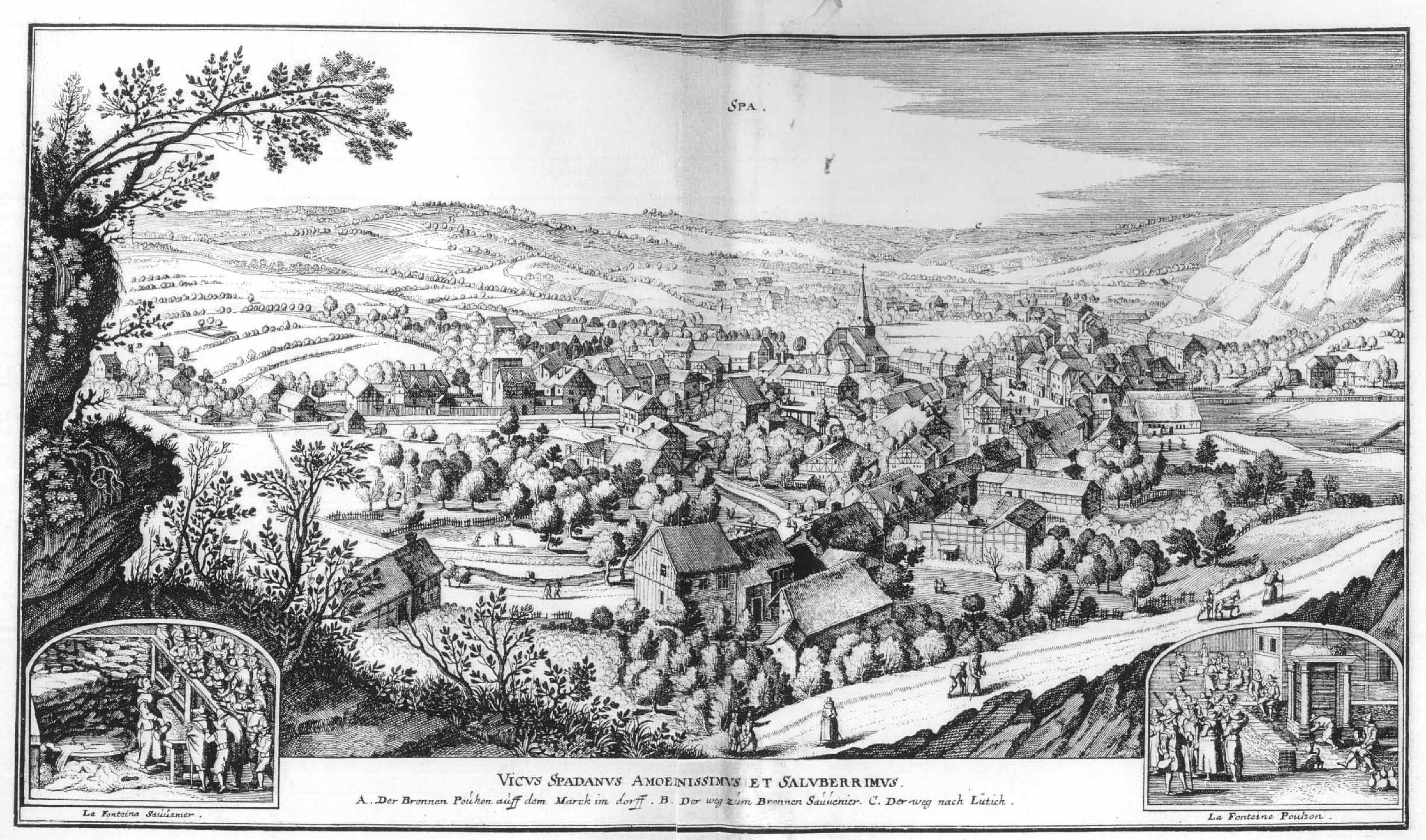
Veduta di Spa (1647)
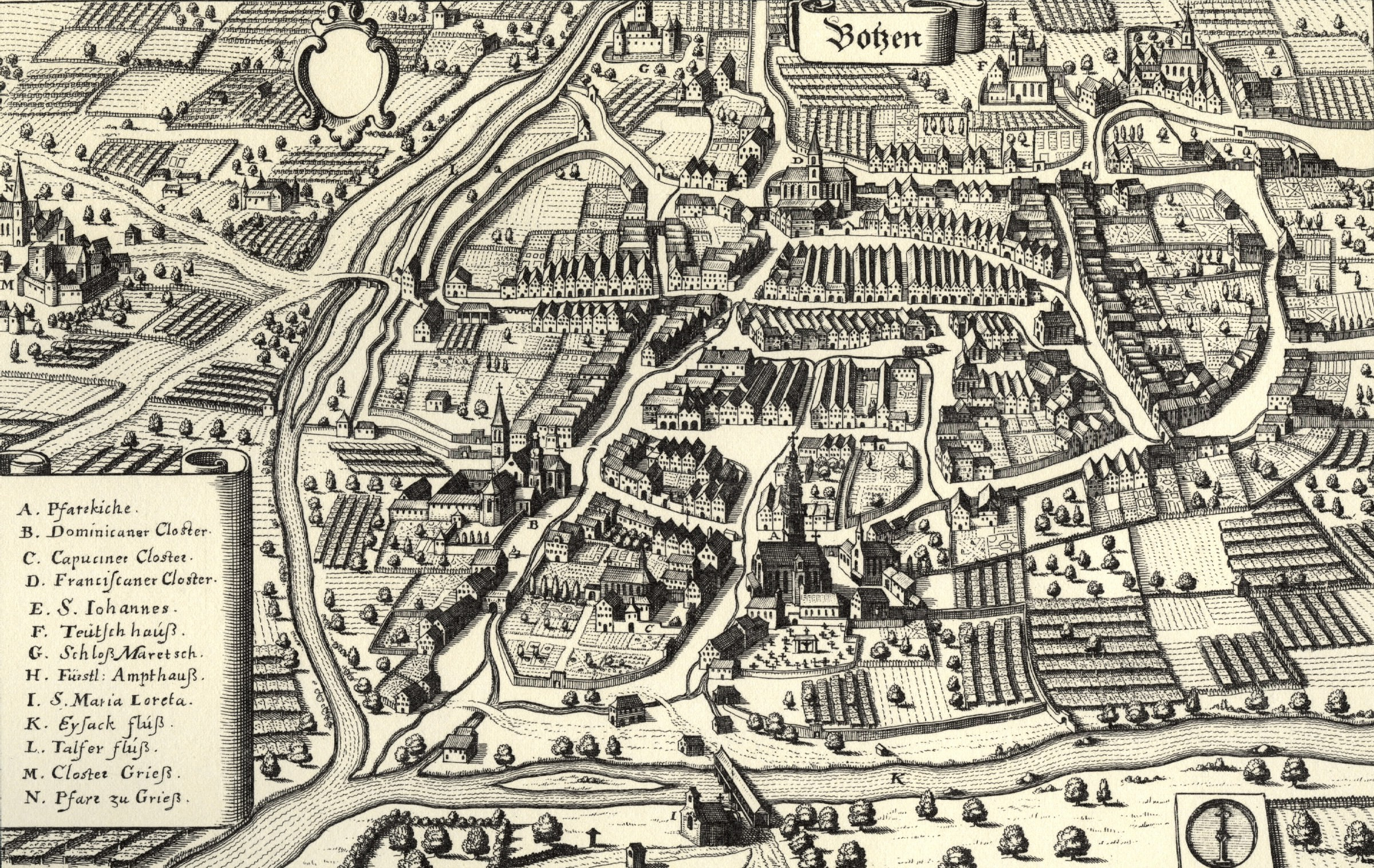
Veduta della città di Bolzano (1649)
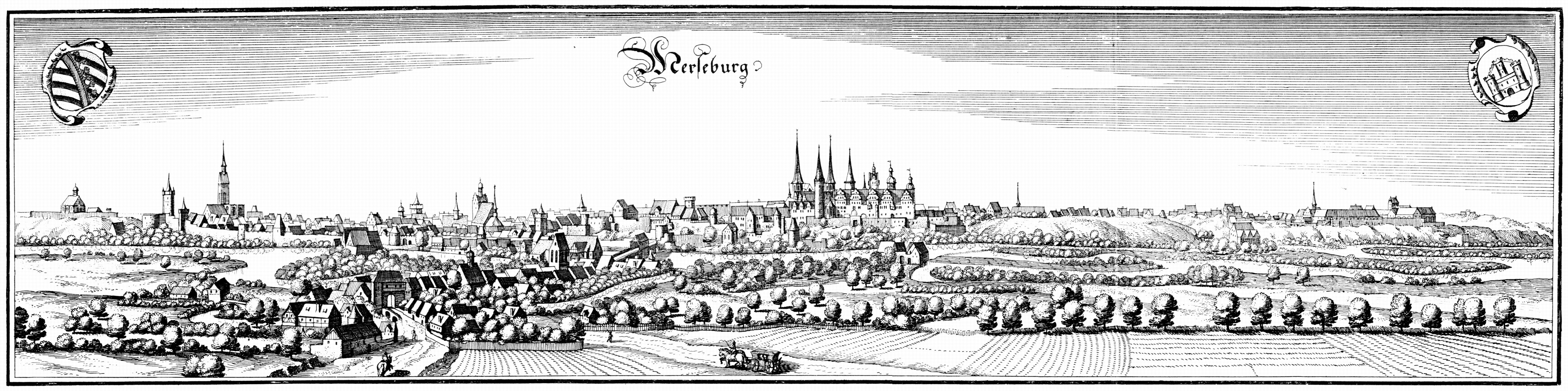
Veduta di Merseburg (1650)
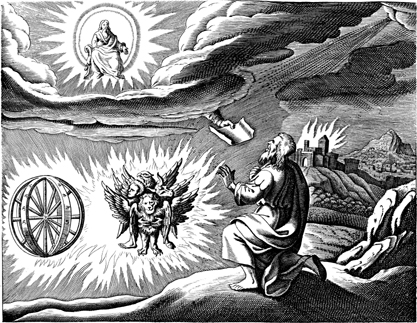
Visione di Ezechiele (copia di autore sconosciuto, 1670)
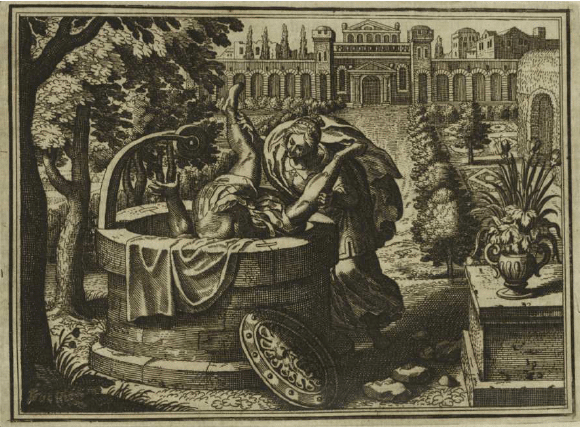
Incisione del 1629–30 per l'illustrazione di un libro rappresentante Timoclea che uccide il comandante tracio.
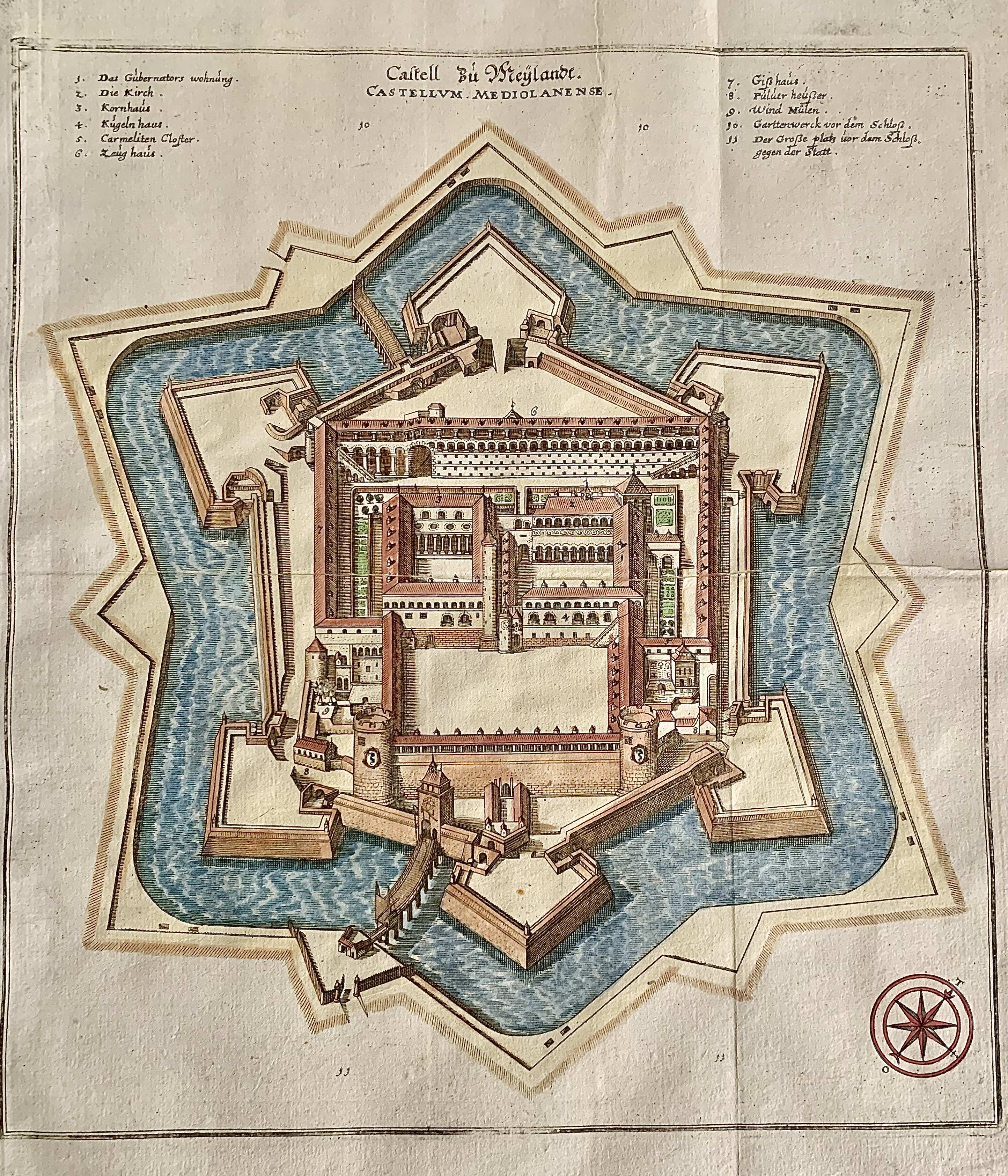
Pianta del Castello Sforzesco di Milano (Topografia di Martin Zeiler, 1688)